# Шарлотта (королева Кіпру)
Шарлотта Кіпрська (фр. Charlotte de Chypre; 1442 — 16 липня 1487) — королева Єрусалиму, Кіпру і Кілікійської Вірменії (з трьох королівств, що входили до її титул, реально правила тільки Кіпром) в 1458—1460 роках, донька і спадкоємиця короля Кіпру Іоанна (Жана) II і Єлени Палеолог, одна з останніх представниць династії де Лузіньянів з Пуату (Франція), що правила після Хрестових походів на Кіпрі і в інших християнських державах Близького Сходу.

## Біографія
1460 року позашлюбний син її батька Жак (Яків) II оскаржив право Шарлотти на трон і взяв в облогу королеву Шарлотту та її чоловіка в Кіренійському замку протягом трьох наступних років. Після того, як 1463 року Шарлотта з чоловіком втекли до Рима й оселились у Палаццо дей Конвертенді в Трастевере під заступництвом папи Пія II, Жак був коронований. Після завчасних смертей Жака II та його спадкоємця Жака (Якова) III, королевою Кіпру стала його дружина, венеційка Катерина Корнаро, в зв'язку з чим Шарлотта Кіпрська продала в 1485 року права на королівство своєму двоюрідному племіннику Карлу I Савойському.

## Сім'я
Була одружена двічі:
- від 1456 року — з інфантом Жуаном Португальським, графом Коїмбри (1433—1457; отруєний, як вважали, за наказом тещі);
- від 4 жовтня 1459 року — з Людовиком Савойським (5 червня 1436 — серпень 1482), який був її співправителем[2]. Весілля було ініційоване генуезцями, які обіцяли Шарлотті підтримку в боротьбі за корону з її зведеним братом Жаком (Яковом). У липні 1464 року народила сина, який помер за місяць після народження.

Сестра Шарлотти Клеофа померла молодою.

## Примітка
1. ↑  Foundation for Medieval Genealogy
2. 1 2 3  Шарлотта, королева Кипра // Энциклопедический словарь Брокгауза и Ефрона : в 86 т. (82 т. и 4 доп. т.). — СПб., 1890—1907. (рос. дореф.)